# Вежбова (Поддембицький повіт)
Вежбова (пол. Wierzbowa) — село в Польщі, у гміні Вартковиці Поддембицького повіту Лодзинського воєводства.
Населення — 133 особи (2011).
У 1975—1998 роках село належало до Серадзького воєводства.

## Демографія
Демографічна структура станом на 31 березня 2011 року:
|          | Загалом | Допрацездатний вік | Працездатний вік | Постпрацездатний вік |
| -------- | ------- | ------------------ | ---------------- | -------------------- |
| Чоловіки | 65      | 12                 | 46               | 7                    |
| Жінки    | 68      | 11                 | 36               | 21                   |
| Разом    | 133     | 23                 | 82               | 28                   |